# Psaliodes crotona
Psaliodes crotona är en fjärilsart som beskrevs av Druce 1893. Psaliodes crotona ingår i släktet Psaliodes och familjen mätare. Inga underarter finns listade i Catalogue of Life.